# Jochen Käß
Jochen Käß (* 5. Mai 1981) ist ein ehemaliger deutscher Mountainbiker, der im Cross-Country aktiv war.

## Werdegang
Zu Beginn seiner Karriere startete Käß sowohl im olympischen Cross-Country XCO als auch im Mountainbike-Marathon XCM. Von 2001 bis 2012 stand er sechsmal auf den Podium der Deutschen Meisterschaften im XCO, ohne jedoch den Titel zu gewinnen. Dafür gewann er in den Jahren 2007, 2009 und 2010 den Deutschen Meistertitel im MTB-Marathon. Bis zur Saison 2012 startete Käß regelmäßig im UCI-Mountainbike-Weltcup im XCO, sein bestes Ergebnis war ein fünfter Platz im Jahr 2011.
Ab der Saison 2013 orientierte sich Käß hin zu den Langdistanzen und nahm vorrangig an Cross-Country-Etappenrennen teil. Mit fünf Siegen in der Gesamtwertung ist er nach Karl Platt der zweitbeste Fahrer bei der Bike Transalp, 2017 gewann er mit Daniel Geismayr das Swiss Epic.
Nachdem Käß für das Jahr 2020 eigentlich sein Karriereende angekündigt hatte, nahm er 2020 an den erstmals ausgetragenen Deutschen Meisterschaften im E-Mountainbike teil und wurde erster Deutscher Meister in der Disziplin überhaupt. Seit der Saison 2021 wird er nicht mehr in den Ergebnislisten der UCI geführt.

## Erfolge
| 2007 - Deutscher Meister – Marathon XCM 2009 - Deutscher Meister – Marathon XCM - Festival-Marathon Garmisch-Partenkirchen 2010 - Deutscher Meister – Marathon XCM - Roc d’Azur Marathon 2013 - Bike Transalp mit Markus Kaufmann | 2014 - Bike Transalp mit Markus Kaufmann - Andalucía Bike Race mit Markus Kaufmann 2015 - Bike Transalp mit Markus Kaufmann 2017 - Swiss Epic mit Daniel Geismayr - Engadin Bike Giro 2018 - Bike Transalp mit Markus Kaufmann 2019 - Bike Transalp mit Daniel Geismayr 2020 - Deutscher Meister – E-Mountainbike E-MTB XC |